# 구작가
구작가(본명:구경선)은 토끼 캐릭터 '베니'를 그린 작가이다. 청각 장애인이며 망막색소변성증으로 시력도 감퇴된 장애인이다.
프라다도 반한 토끼 캐릭터 '베니'의 작가이며, 카카오 이모티콘과 여러가지 콜라보를 진행한 작가이다.
저서 '너를 만나서 행복했어' 의 저자이기도 하다. 자세한 베니의 소개 내용은 https://www.lovebenny.com/about에서 확인 가능 합니다.
sns - https://www.instagram.com/hallogugu/, https://www.instagram.com/benny_licensing/
1. ↑  https://www.hankyung.com/article/2020051349411
2. ↑  “네이버 여행+ : 네이버 블로그”. 2024년 8월 23일에 확인함.
3. ↑  저, 구작가(구경선). 《너를 만나서 행복했어 - 예스24》.
4. ↑  “BENNY | 베니 구작가 캐릭터 브랜드 '러브베니'”. 2024년 8월 23일에 확인함.